# Good Friendly Violent Fun
Albums de Exodus
Impact is Imminent
(1990) Lessons in Violence
(1992)
Good Friendly Violent Fun est le premier album live du groupe de thrash metal américain Exodus. L'album est sorti en 1991 sous les labels Combat Records et Century Media Records.
Le live a été enregistré pendant un concert du groupe à San Francisco, il a cependant été enregistré le 14 juillet 1989, c'est-à-dire environ deux années avant sa sortie.
Le titre Dirty Deeds Done Dirt Cheap est une reprise du groupe de Hard rock australien AC/DC.

## Musiciens
- Steve "Zetro" Souza - Chant
- Gary Holt - Guitare
- Rick Hunolt - Guitare
- Rob McKillop - Basse
- John Tempesta - Batterie

## Liste des morceaux
1. Fabulous Disaster - 5:46
2. Chemi-Kill - 6:09
3. 'Til Death Do Us Part - 5:07
4. The Toxic Waltz - 4:39
5. Cajun Hell - 5:55
6. Corruption - 5:37
7. Brain Dead - 4:31
8. Dirty Deeds Done Dirt Cheap - 4:42 (reprise du groupe AC/DC)